# Friedrich Hinsmann
Friedrich Hinsmann (* 7. Januar 1876 in Essen; † unbekannt) war ein deutscher Journalist und Schriftsteller.

## Leben
Friedrich Hinsmann absolvierte eine kaufmännische Lehre. Ab 1903 wirkte er als Journalist in Dresden, ab 1905 in Koblenz, ab 1906 in München, ab 1909 in Saarbrücken sowie schließlich als Verlagsdirektor der "Hamburger Nachrichten". Daneben ist Hinsmann als Verfasser von Theaterstücken hervorgetreten.

## Werke
- Was du ererbt ..., München 1906
- Und Dank für seine Gnade ..., München 1906
- Kameradschaft, München 1914
- Tempelstürmer, München 1914
- Theaterelend und kein Ende?, Saarbrücken 1916
- Dramen, Hamburg 1924